# Spaziergängerin am Springbrunnen im Kurgarten in Kissingen

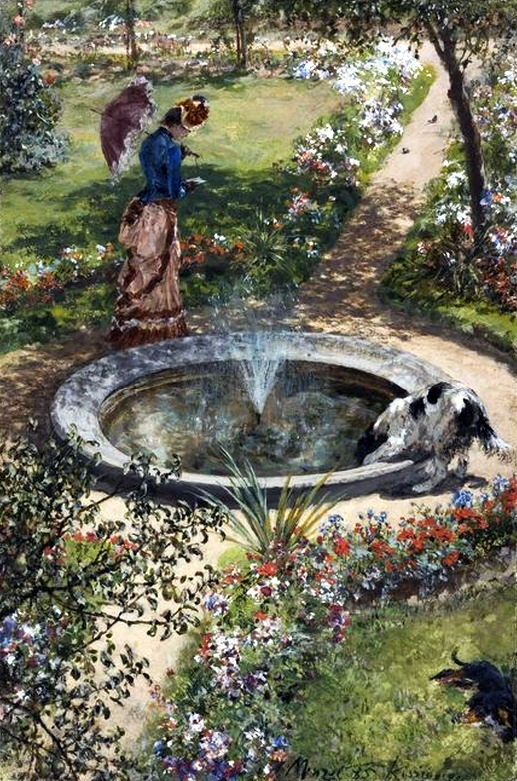
Spaziergängerin am Springbrunnen im Kurgarten in Kissingen
Adolph von Menzel, 1885
17,7 × 11,6 cm
Gouache auf Papier
Nationalmuseum Warschau

Spaziergängerin am Springbrunnen im Kurgarten in Kissingen ist der Titel eines 1885 gemalten Bildes von Adolph von Menzel. Das als Gouache auf Papier ausgeführte Werk hat eine Höhe von 17,7 cm und einer Breite von 11,6 cm. Es zeigt eine sommerliche Gartenszene in Bad Kissingen, bei der Menzel sich in Motiv und Malweise den zeitgenössischen Bildern des französischen Impressionismus annäherte. Das Bild befindet sich in der Sammlung des Nationalmuseums in Warschau.

## Bildbeschreibung
Das im Hochformat als Gouache auf Papier ausgeführte Bild zeigt eine friedliche und wenig spektakuläre Szene an einem Sommertag in Bad Kissingen. Von einem erhöhten Standpunkt aus richtet sich der Blick auf einen Teil des Kurgartens. Ein sandiger Weg verbindet diagonal die untere linke Ecke mit der oberen rechten Ecke. In der Bildmitte umkreist der Weg einen runden Springbrunnen mit schmuckloser Steinfassung. Im mit Wasser gefüllten Bassin sprüht eine kleine Fontäne. An den Weg grenzen Blumenrabatten mit einer Vielzahl dicht gedrängter bunter Blüten in Rot, Blau, Weiß und Violett. Besonders bei diesen Blüten und Blättern zeigt sich ein Pinselauftrag aus kleinen Farbtupfern, der Ähnlichkeiten mit der Malweise der französischen Freilichtmalerei von Menzels Zeitgenossen aufweist. Neben den Blumenbeeten gibt es unten rechts und oben links grüne Rasenflächen. In der linken unteren Ecke reichen bis zum Brunnen die mit grünen Blättern versehenen Äste eines Baumes ins Bild und verdecken teilweise den Weg. Ein weiterer Baum steht rechts oberhalb des Brunnens. Er hat einen dünnen Stamm und nur der untere Bereich seines Blattwerks ist zu sehen, der Rest des Baumes wird vom oberen Bildrand abgeschnitten. Dieser Baum wirft seinen braunen Schatten auf die Flächen oberhalb des Brunnens. Parallel zum oberen Bildrand verläuft als Horizontlinie ein weiterer Weg, der ebenfalls von Bäumen und Blumen gesäumt wird.
Die Gartenansicht hat Menzel mit allerlei Personal ausgestattet, wodurch die von geometrischen Formen geprägte Komposition belebende Elemente erhält. Links oberhalb des Brunnes spaziert im Schatten eine Dame, die von der Seite im verlorenen Profil porträtiert ist. Sie hat den Kopf nach vorn geneigt und studiert ein in der rechten Hand gehaltenes Stück Papier. Hierbei könnte es sich um einen Brief handeln, aber auch ein Veranstaltungsblatt wäre für eine Kurstadt denkbar. Über die linke, dem Bildbetrachter abgewandte Schulter hat sie einen aufgespannten Sonnenschirm gelegt, dessen dunkelroter Stoff mit einer weißen Bordüre abgesetzt ist. Der Schirm füllt den Raum hinter ihrem Rücken und Nacken. Auf dem Kopf trägt die Dame eine gelbliche Haube mit schmückenden roten Bändern. Die Kopfbedeckung lässt am Hinterkopf weite Teile frei, sodass hier das dunkle Haar der Frau sichtbar ist. Ihr zweigeteiltes Kleid besteht aus einem langärmligen dunkelblauen Oberteil mit schmaler Taille und einem bodenlangen Rock, der vor allem am Gesäß mehrfach gerafft ist. Der aus rosafarbenem Stoff gearbeitete Rock ist mit mehreren roten Bändern abgesetzt. Der Dame gegenüber am unteren rechten Brunnenrand ist ein mittelgroßer Hund mit schwarz-weißem Fell von der Seite dargestellt. Während er sich mit den Hinterpfoten vor dem Brunnen abstützt, liegt die linke Vorderpfote bereits über dem Brunnenrand und der Kopf ragt in den Brunnen hinein – vermutlich trinkt der Hund gerade von dem Wasser. In der Bildecke unten rechts liegt auf dem Rasen ausgestreckt eine Katze mit dunklem Fell. Zudem haben sich auf dem Fußweg oben rechts zwei Spatzen niedergelassen. Die Dame und die verschiedenen Tiere im Bild nehmen keinen Bezug aufeinander, sondern existieren friedlich nebeneinander. Menzel nutzte den Blick aus dem Fenster weniger für die Wiedergabe einer konkreten Beobachtung und das Erzählen einer Geschichte, sondern um sich intensiv mit den Themen Licht und Farbe auseinanderzusetzen. Die Gouache ist am unteren Bildrand im Bereich des Rasens mit „Menzel 85 Kissingen“ signiert und datiert.

## Menzel in Kissingen
Menzel war wiederholt mit der Familie seiner Schwester zu Gast in Bad Kissingen, vor allem nach dem Tod des Schwagers 1880. Er selbst bezeichnete sich 1889 im Goldenen Buch der Stadt als „Nicht-Kurgast“ und betonte damit seine Sonderrolle als Beobachter und Künstler. Menzel bewohnte regelmäßig die Villa Hailmann an der Kurhausstraße 3 (heute: Martin-Luther-Straße 9). Aus einem Zimmer dieser Villa richtete er den Blick in den Kurgarten, wie er im Bild Spaziergängerin am Springbrunnen im Kurgarten in Kissingen zu sehen ist. Der Blick aus dem Fenster ist ein wiederkehrendes Motiv in Menzels Werk und findet sich beispielsweise bereits in den Berliner Motiven Hinterhaus und Hof von 1844 oder Palaisgarten des Prinzen Albrecht von 1846/1876 (beide Nationalgalerie in Berlin).
Andere Ansichten des Kurgartens zeichnete Menzel mit Bleistift bei einem Aufenthalt 1886 (Kurgarten in Kissingen, Kurgarten in Kissingen bei Nacht, beide Kupferstichkabinett Berlin). Auch in diesen Bildern sind Wege und ein Brunnen zu sehen, aber weder Menschen noch Tiere bevölkern die Szenerie. In diesen Zeichnungen spielt Farbe keine Rolle, sondern Menzel beschäftigte sich mit der Darstellung von Lichtverhältnissen zu verschiedenen Tageszeiten. In anderen Bildern aus Kissingen zeigte Menzel das lebhafte Treiben der Kurstadt. So stellte er spielende Kinder und andere Kurgäste in der Gouache Kaffeezeit in Kissingen (Privatsammlung) von 1886 dar und widmete sich in der farbenreichen Gouache Frühstücksbuffet der Feinbäckerei in Kissingen (Privatsammlung) von 1893 einem Gewimmel von Menschen, die auf vielfältige Weise beschäftigt sind. Diese reich bevölkerten Bilder stellen einen thematischen Gegenpol zur Spaziergängerin im Kurgarten dar.

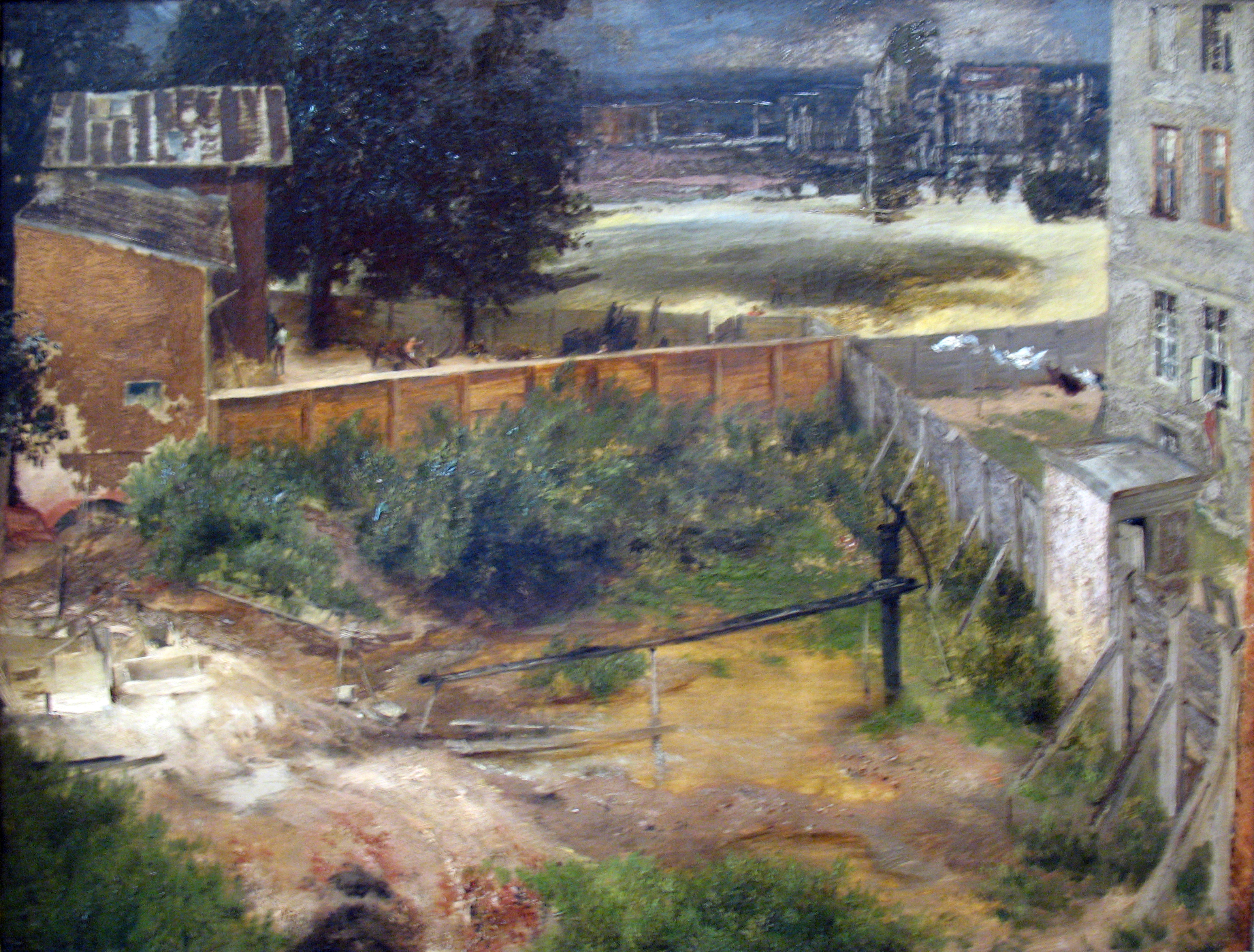
Adolph von Menzel: Hinterhaus und Hof, 1844
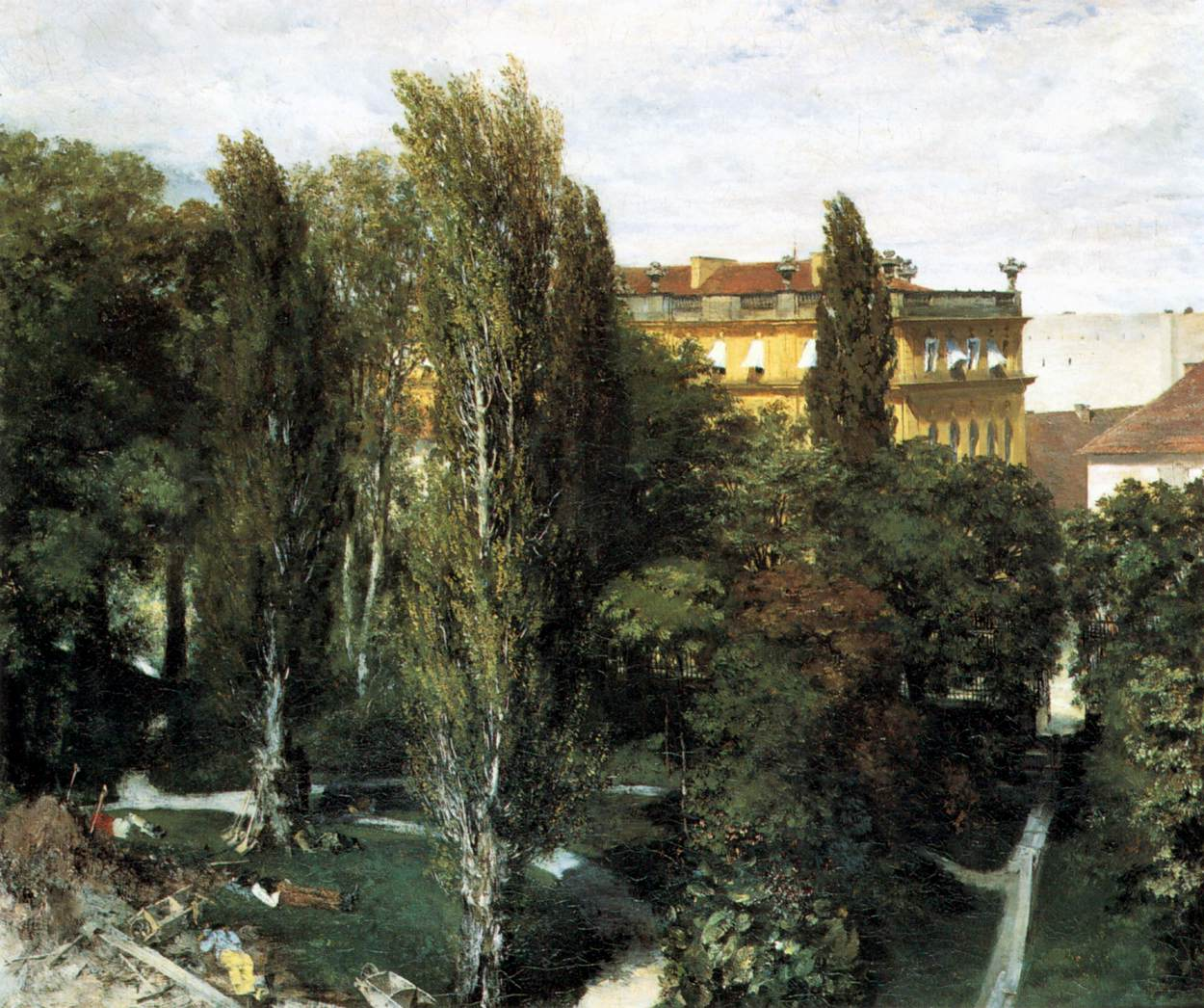
Adolph von Menzel: Palaisgarten des Prinzen Albrecht, 1846/1876
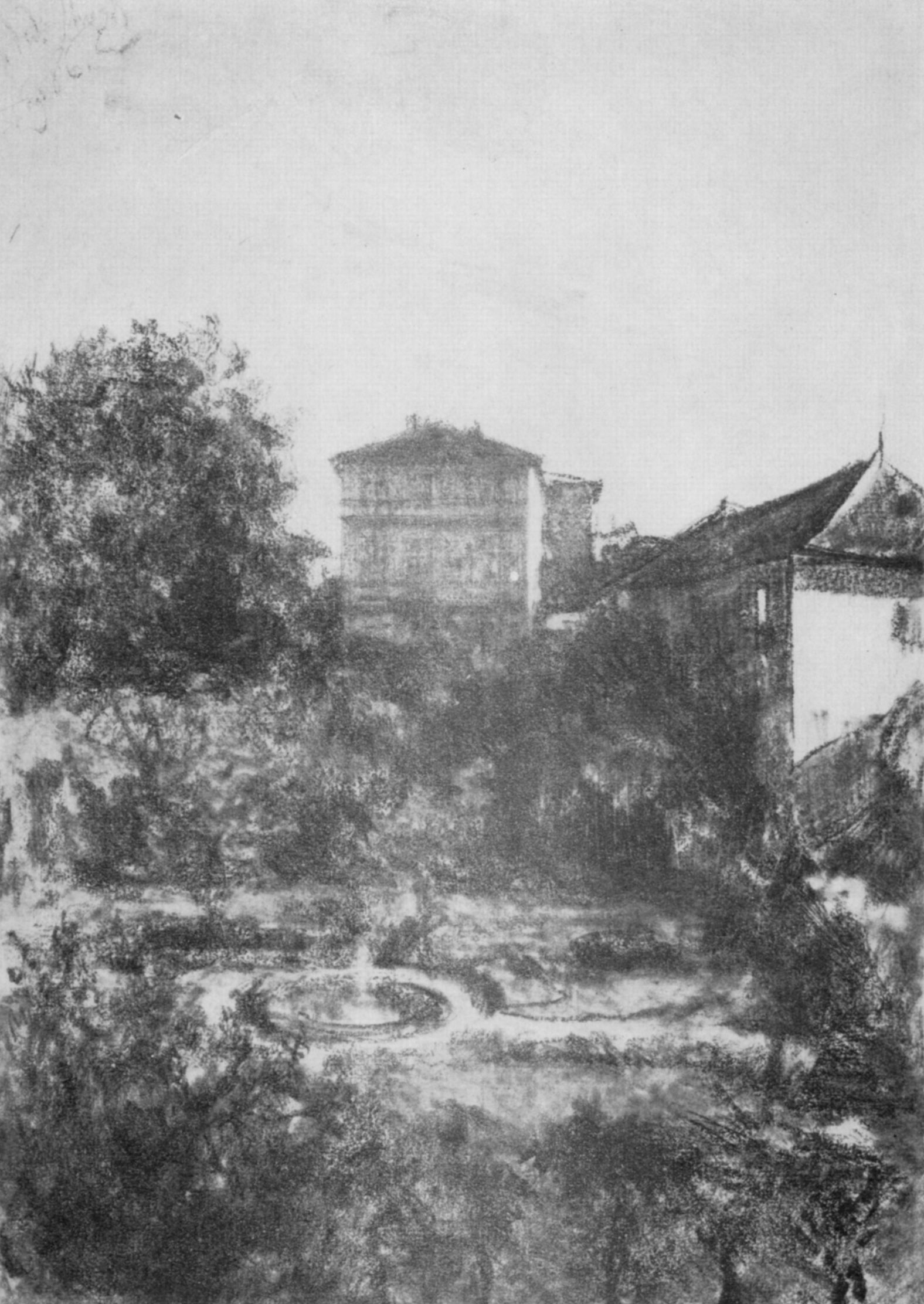
Adolph von Menzel: Kurgarten in Kissingen, Bleistiftzeichnung, 1886
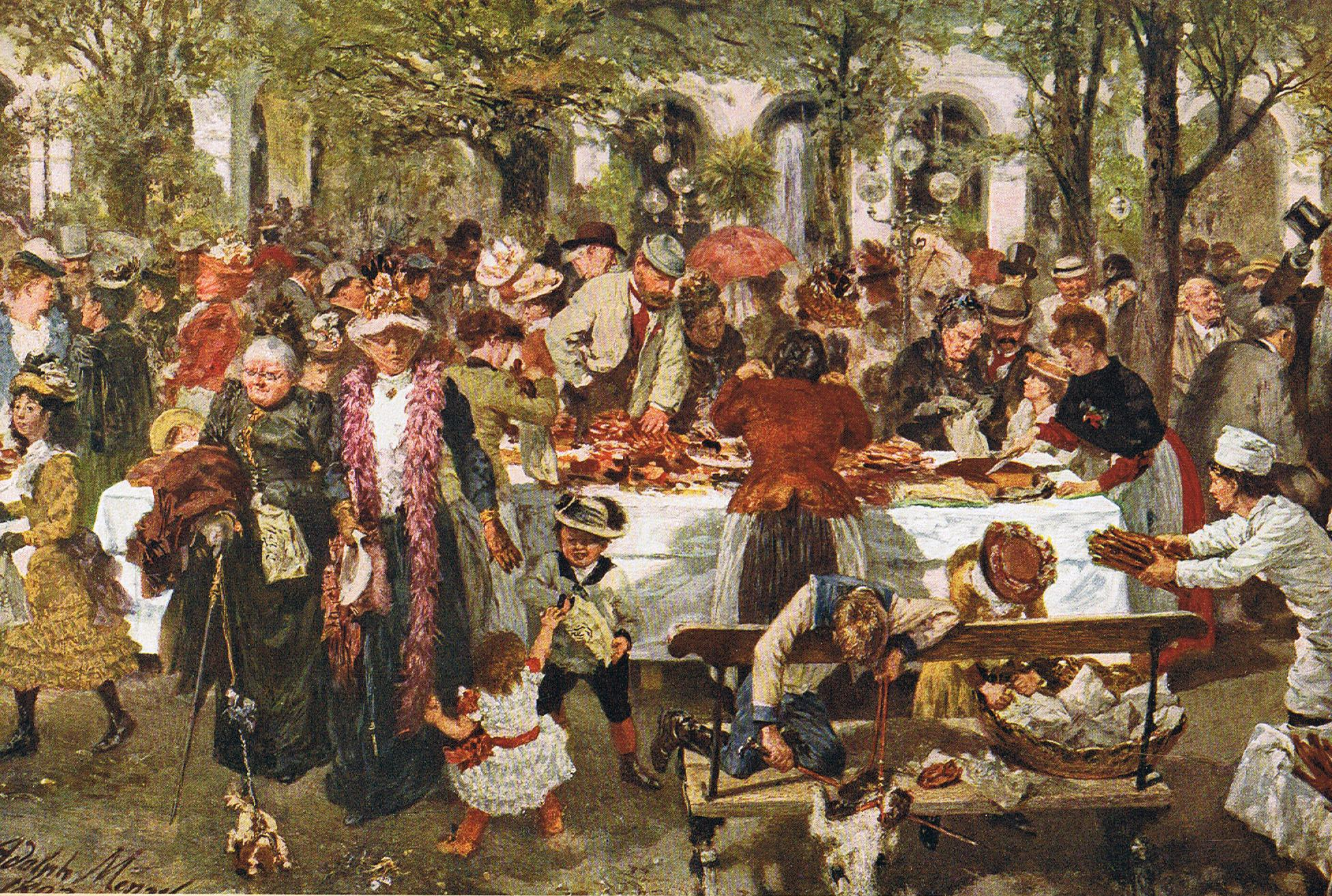
Adolph von Menzel: Frühstücksbuffet der Feinbäckerei in Kissingen, 1893

## Provenienz
Die Gouache Spaziergängerin am Springbrunnen im Kurgarten in Kissingen gelangte im Jahr der Entstehung, 1885, in die Sammlung des Breslauer Unternehmers Heinrich von Korn. Er schenkte das Bild 1905 dem Schlesischen Museum der Bildenden Künste. Nach der Auslagerung der Museumsbestände und der Zerstörung des Museumsgebäudes im Zweiten Weltkrieg verbrachten die polnischen Behörden das Bild 1946 ins Nationalmuseum Warschau, zu dessen Sammlung es seither gehört.